# Тайбэйское экономическое и культурное представительство в Новой Зеландии
Тайбэйское экономическое и культурное представительство в Новой Зеландии (кит. 駐紐西蘭台北經濟文化辦事處; англ. Taipei Economic and Cultural Office in New Zealand) — учреждение, аккредитованное Китайской Республикой (Тайванем), для развития отношений с Новой Зеландией. Де-факто выполняет функции посольства, название берёт корни от названия столицы этого непризнанного государства — Тайбэя.

## История
В 1973 году было открыто представительство Тайваня в Окленде как Восточноазиатский торговый центр. До 1972 года Новая Зеландия признавала Тайвань под названием «Китайская Республика». Однако дипломатические отношения были разорваны после решения Премьер-министра Новой Зеландии Нормана Кёрка о признании Китайской Народной Республики. В 1991 году миссия обрела своё действующее название «Тайбэйское экономическое и культурное представительство в Новой Зеландии».

## Функционал и местоположение
Тайбэйское экономическое и культурное представительство в Новой Зеландии возглавляет представитель, в настоящее время Джоанн Оу.
Головной офис представительства находится в Веллингтоне, а также имеется филиал в Окленде.
На Тайване функционирует Новозеландское торгово-промышленное представительство в Тайбэе.

## Представители
- Джоанн Оу (с 2023 года по настоящее время)[8].
- Джозеф Ши (2002—2006).